# Chimarra bertrandi
Chimarra bertrandi är en nattsländeart som beskrevs av Scott 1974. Chimarra bertrandi ingår i släktet Chimarra och familjen stengömmenattsländor. Inga underarter finns listade i Catalogue of Life.